# Stricto sensu
Stricto sensu (o sensu stricto) és una expressió llatina que vol dir «en significat estricte»" o «en significat restringit». Sol ser molt usada en dret i s'oposa a l'expressió lato sensu (o sensu lato).
L'expressió s'abreuja s.s. o s.str. i s'empra quan, per a una mot, nom o expressió, són possibles dues interpretacions i una abasta l'altra, a fi d'indicar que el terme que acompanya ha d'interpretar-se en el més estret dels seus significats, no en el que abasta més. En la nomenclatura zoològica s'empra en conjunció amb un nom, quan es refereix a un tàxon nominal en el significat rigorós del seu tàxon nominotípic subordinat.